# Sauripterus
Sauripterus ('hagedisvleugel') is een geslacht van uitgestorven rhizodonte kwastvinnige vissen dat leefde tijdens het Devoon (416-360,7 miljoen jaar geleden). Dit geslacht werd beschreven door James Hall na zijn ontdekking in Powy's Curve in Pennsylvania.

## Naamgeving
De typesoort is Sauritolepis taylori Hall 1840. Deze geslachtsnaam werd in 1843 door hem vervangen door Sauripteris. Dat was kennelijk een spelfout en Woodward verbeterde dat in Sauripterus. De vervanging is in beginsel niet toegestaan en de verbetering twijfelachtig maar in 2002 bevestigde de ICZN het lang ingeburgerde Sauripterus als de officiële naam. De soortaanduiding eert de mijningenieur Richard Cowling Taylor die een paar jaar eerder aandacht besteed had aan de fossielen in de rode zandsteen van Pennsylvania. Het holotype is AMNH 3341, een schoudergordel en rechtervoorvin in 1840 gevonden bij Blossburg, wellicht in een spoorwegtalud dat Hall al in juli 1839 onderzocht. In 2004 werd specimen ANSP 20581 gemeld, een schoudergordel in 1995 gevonden door Will Downs.
In 1891 benoemde Arthur Smith Woodward een Sauripterus anglicus, slechts gebaseerd op schubben. In 1961 werd dit het aparte geslacht Pseudosauripterus.
In 1844 benoemde Agassiz een Glyptoseus favosus. Later dat jaar illustreerde hij deze als een Bothrioleps favosa en raakte het stuk toen kwijt. Puur op basis van de illustratie benoemde Woodward in 1891 een Sauripterus favosus. Het materiaal was zo beperkt dat de toewijzing aan het geslacht dubieus is.
In 1897 benoemde Traquiar een Sauripterus crassidens, de 'diktand'. Dat wordt tegenwoordig beschouwd als een nomen dubium. Het holotype is een tand gevonden bij Moray, Schotland, specimen NMS GY 1936.38.12. Traquiar wees de tand aan het geslacht toe op basis van de gelijkenis met S. favosus, niet met de typesoort.

## Fylogenie
Hall, hoewel geen evolutionist, dacht dat de vinstralen van Sauripterus homoloog waren aan de botten in de voorpoten van Tetrapoda. Lange tijd werden rhizodonten als de nauwste verwanten van de tetrapoden gezien tot nieuwe vondsten bewezen dat ze een vroegere zijtak waren.